# Фармак
Фармак (др.-греч. φαρμακός) — в древнегреческой религии — ритуальная жертва или изгнанник.

## Термин
Термин "Фармак", имевший единообразные характеристики во всем греческом регионе, был задокументирован некоторыми авторами VI–IV веков, включая Гиппонакта, Аристофана, Лисия и Демосфена. Однако их высказывания дают лишь косвенную информацию о ритуале. Несколько более поздних авторов, таких как Каллимах из Кирены, Страбон и Плутарх предоставляют прямые описания ритуала, которые совпадают с таковыми в латинских источниках — Вергилий (Энеида III, 57), Овидий и Петроний Арбитр. Некоторые оригинальные легенды также известны от более поздних грамматиков, лексикографов и схоластов (Мавр Сервий Гонорат, Суда, Иоанн Цец и другие)  .
Термин phármakon использовался греками для обозначения как «яда», так и «лекарства». В некоторых более поздних источниках, таких как Суда и Геродиан, также используется слово katharma (κάθαρμα, «отходы», «[бесполезные] остатки жертвы») в том же значении, что и фармак.

## Ритуал
Во время несчастья (голода, вторжения врага, болезни) выбирался раб, калека или преступник и изгонялся из города. Считалось, что это приведет к его очищению. В первый день таргелий, праздника Аполлона в Афинах, из города выводили двух фармаков в качестве символической искупительной жертвы.
Некоторые схолии утверждают, что фармаки приносились в жертву и на самом деле (сбрасывались со скалы или сжигались), однако многие современные ученые это отвергают, аргументируя это тем, что самые ранние источники относительно фармаков (ямбический сатирик Гиппонакт) показывают, что фармаков били и побивали камнями, но не казнили. Более убедительно звучит версия, что иногда их казнили, а иногда нет в зависимости от положения жертвы. Например, нераскаявшегося убийцу, скорее всего, могли приговорить к смерти.
Антон Вичерс в «Эзопе в Дельфах» (1961 г.) рассматривает параллели между легендарной биографией Эзопа (в которой его неправедно осудили и казнили дельфийцы) с обычаем выбирать фармаков. Например, Эзоп был гротескно обезображен, как в некоторых традициях фармаки, и сброшен со скалы, также как в некоторых традициях фармаки.
Грегори Надь в книге «Лучший из ахейцев» (1979 г.) сравнил эзоповскую смерть как фармака с «худшим» из ахейцев в «Илиаде», Терситом. Позднее поэтов-фармаков изучали Дэниэл Огден ("The Crooked Kings of Ancient Greece, 1997) и Тодд Комптон (Victim of the Muses: Poet as Scapegoat, Warrior and Hero, 2006). Комптон перечисляет значительных поэтов, которые были изгнаны, казнены или пострадали от неправедного суда в истории или легендах как Греции, так и в праиндоевропейской религии.

## Современные интерпретации
Влиятельные современные интерпретации обычая привели Вальтер Буркерт и Рене Жирар. Буркерт показывает, что людей приносили в жертву или изгоняли, хорошо откормив, и, согласно некоторым источникам, их пепел рассеивали над океаном. По мнению Р. Жирара, это был ритуал очищения, форма социального катарсиса, который имел связь с жертвоприношением.
Фармак используется также как важный термин в понятии деконструкции Деррида. В своей «Диссеминаци» Деррида деконструирует несколько текстов Платона", в частности, «Федр», и раскрывает взаимосвязь между цепочкой слов pharmakeia-pharmakon-pharmakeus и примечательно отсутствующим словом фармак (pharmakos). Так он нападает на границу между внутренним и внешним, декларируя, что внешнее (фармак, ни разу Платоном не произнесенное) всегда уже присутствует сразу за внутренним (pharmakeia-pharmakon-pharmakeus).
Некоторые ученые связывают практику остракизма, когда политики после голосования на черепках изгонялись из Афин, с фармаками. Однако при остракизме изгнание длилось фиксированное время, а выдворение или казнь фармака были окончательными.